# Silent Stream of Godless Elegy
Silent Stream of Godless Elegy (с англ. — «Безмолвный поток безбожной элегии») — фолк-метал группа из Чехии, сформированная в 1995 году.

## Характеристики
Стиль
Silent Stream of Godless Elegy была образована в 1995 году как дум-метал-группа, «пронизанная языческими образами и достаточно авантюрная, чтобы включать скрипки и виолончели наряду с ожидаемым современным арсеналом». С выпуском своего второго альбома Behind the Shadows в 1998 году группа начала использовать «фольклорные влияния» в своей музыке.
Лирика
основные темы: Фольклор, Печаль, Романтика, Природа.
Дизайн обложек

## История
Группа Silent Stream of Godless Elegy была сформирована в Границе в 1995 году братьями Михалом (ударные) и Радеком Хайдой (гитара). К ним присоединились басист Филип Чуды, вокалист и соло-гитарист Петр Станек и скрипачка Зузана Замазалова. В течение первого года своего существования они выпустили два демо-альбома Apotheosis (1995) и ...Amber Sea (1996). Они привлекли некоторое внимание своим дебютным альбомом Iron, выпущенным в 1996 году. Альбом отличался сильными мелодиями, заметным рычащим вокалом Станека и характерным скрипичным звучанием Замазаловой. Летом 1997 года к ним присоединился виолончелист Михал Сикора.
Второй альбом Behind the Shadows, выпущенный в 1998 году на Redblack, расширил репертуар группы, добавив более выраженные ритмические и стилистические приемы, что принесло им более широкую международную аудиторию. Первый этап истории завершился выпуском их третьего альбома, Themes (2000), который продемонстрировал более прогрессивное звучание, сочетающее дум-метал с тонами дэт- и блэк-метала, а также несколькими более легкими элементами. Альбом принес группе премию Anděl Awards (тогда известную как Ceny Akademie populární hudby) в 2000 году от Чешской академии популярной музыки в категории «Hard & Heavy». В том же году группа выпустила три песни в трибьют-альбомах, посвященных некоторым кумирам музыкантов. Это были «Zapálili Jsme Onen Svět», песня чешской блэк-метал-группы Master's Hammer; «Blood, Milk and Sky» группы White Zombie; и «Kashmir» группы Led Zeppelin.
После этого группа претерпела несколько изменений в составе, оставив Радека Хайду единственным основателем, хотя в конечном итоге вернулся Михал Сикора. Они начали делать акцент на моравском фольклоре, что было продемонстрировано в их следующем альбоме Relic Dances (2004). Пластинка включала сотрудничество с моравским фолк-музыкантом Томашем Кочко и ансамблем цимбалистов Radošov. Это принесло им вторую премию Anděl Award (тогда известную как Ceny Anděl Allianz) в той же категории. Благодаря популярности этой пластинки в 2006 году SSoGE выпустили EP Osamělí, который содержал дополнительный материал с сессий записи Relic Dances, исполненный на чешском и польском языках. За Relic Dances последовал Návaz в 2011 году, который был спродюсирован Роландом Граповым. Следующим релизом группы стал Smutnice (2018), спродюсированный израильским музыкантом Йосси Сасси и сведенный Граповым. В 2024 году они выпустили альбом Jiná.

## Участники
Текущий состав
- Pavel Hrnčíř – вокал
- Hana Hajdová – вокал
- Michal Sýkora – виолончель
- Gabriela Povrazníková – скрипка
- Radek Hajda – гитара
- Stanislav Pavlík – бас
- Michal Milták – ударные

Бывшие участники
- Filip Chudý – бас (1995–1999)

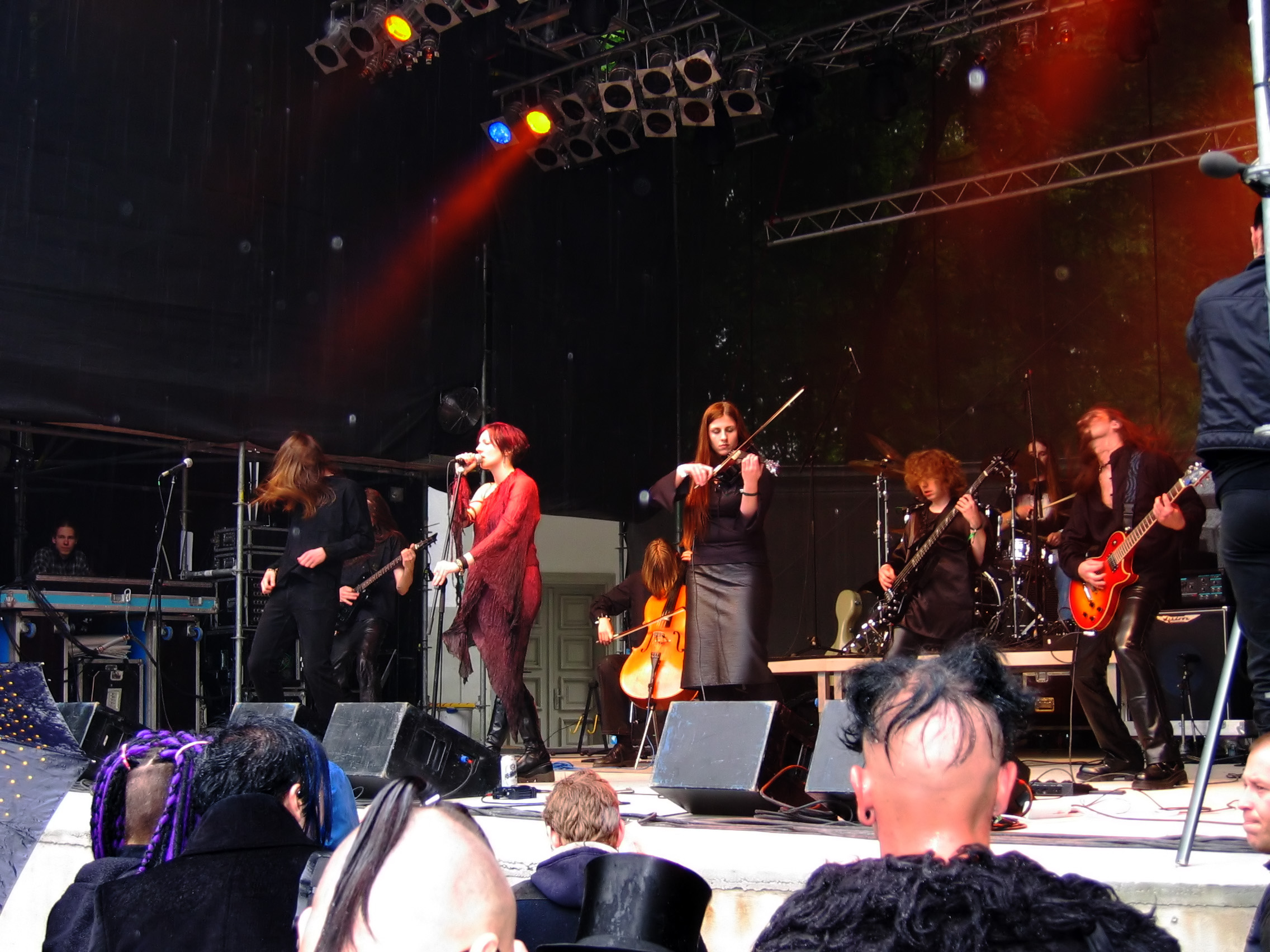
Участники группы в 2005 году.

- Hynek Stančík – гитара (2001–2003)
- Jarek Adámek – гитара (2004–2005)
- Kiril Chlebnikov – скрипка/бас (1999–2001)
- Michal Hajda – ударные (1995–2003)
- Michal Herák – вокал (2001–2004)
- Michal Rak – ударные (2003–2007)
- Pavla Lukášová – скрипка (2000–2001)
- Petr Staněk – гитара/вокал (1995–2001)
- Zuzana Zamazalová – скрипка/вокал (1995–2001)
- Petra Nováčková – скрипка (2001–2008)
- Mirek Petřek – гитара (1997–?)
- Dušan Fojtášek – бас (2002–?)
- David Najbrt – ударные (2007–?)

## Дискография
Альбомы
- Iron (1996)
- Behind the Shadows (1998)
- Themes (2000)[9]
- Relic Dances (2004)
- Návaz (2011)
- Smutnice (2018)
- Jiná (2024)

Прочее
- Apotheosis (1995) — демо
- ...Amber Sea (1996) — демо
- Osamělí (2006) — EP

Участие в сборниках
- «Zapálili Jsme Onen Svět» A Tribute to Master's Hammer (2000)
- «Blood, Milk and Sky» Super-Charger Hell - A Tribute to White Zombie (2000)
- «Kashmir» Dead Zeppelin - A Metal Tribute to Led Zeppelin (2000)